# Український правопис 1918—1921 років
Український правопис 1918—1921 років або Правопис ВУАН — український правопис який було створено та який діяв в Україні за часів Української народної республіки, й згодом без особливих змін цей же правопис діяв також у 1919—1928 роках в УРСР аж до заміни його скрипниківкою у 1928 році.

## Український правопис 1919 року: Найголовніші правила
У 1918—1919 роках питання правопису вирішувалися на державному рівні міністерствами освіти УНР та гетьманської Української держави і новоствореною Всеукраїнською академією наук (ВУАН). Була створена Правописна комісія з найвидатніших українських учених і педагогів, яку очолив професор Іван Огієнко, який був також міністром освіти в уряді Директорії УНР. Саме він ухвалив 17 січня 1919 року «Головніші правила українського правопису» для обов'язкового вжитку на всій території УНР.

## Український правопис 1920-21 року: Найголовніші правила
Народний комісаріат освіти УСРР затвердив їх 1921 року під назвою «Найголовніші правила українського правопису».
Впродовж 1919—1921 років вже за більшовицької влади ВУАН знову переглянула ці «Правила» й ухвалила їх до загального вжитку з деякими доповненнями. Зокрема 16 березня 1919 року при Всеукраїнській академії наук було створено окрему Правописно-термінологічну комісію, яку очолив академік Агатангел Кримський й саме ця комісія доповнила й упорядкувала «Головніші правила українського правопису» 1918 року. Змінений варіант правопису було схвалено спільним зібранням ВУАН, затверджено Народним комісаром освіти М. Гриньком у травні 1919 році й опубліковано у 1921 році під назвою «Найголовніші правила українського правопису». Український правопис 1921 року отримав статус першого українського академічного правопису.
«Найголовніші правила українського правопису» сприяли зближенню західноукраїнської правописної традиції з загальноукраїнським правописом. Їх визнали та почали популяризувати в Галичині, на Буковині та Волині. Так, 1922 року НТШ у Львові прийняло «Правописні правила», що значною мірою наблизили желехівку до правописної системи «Найголовніших правил».

### Структура «Найголовніших правил українського правопису»
«Найголовніші правила українського правопису», ввібравши в себе усі найкращі попередні правописні традиції, були невеликі за обсягом — 14 друкованих сторінок, і складалися зі двох розділів: до першого розділу «Найголовніші правила українського правопису» входили 32 параграфи, присвячені правопису українських слів, до другого розділу «Правопис чужих слів в українській мові» входили 14 параграфів, присвячених правопису слів іншомовного походження.

### Основні положення українського правопису 1921 року

#### Правила правопису українських слів
- 1. Букву ї пишемо з початку слова або з початку складу, коли тільки вона вимовляється як йі: їжа, Україна. Після приголосних звуків букви ї ніколи не пишемо (хіба що з апострофом).
- 2. З початку слова, коли не вимовляється йі, треба писати і (а не и): Іван, іграшка. Але перед н можна писати и: инший, инколи.
- 3. Букву йо пишемо з початку слова або з початку складу за голосним звуком: його, твойого; після приголосних, за невеликими винятками, треба писати ьо (а не йо): льох, сьогодні. Винятки: а) вйо-вйо, розйойкатися, зйоржитися, соловйовий; б) чужі назви: Воробйов, Соловйов (але Ліньов, Кореньов,); в) чужі слова: курйоз, серйозний, (або куріоз, серіозний).
- 4. Між губними звуками: б, п, в, м і йотованими голосними: я, ї, є, ю ставимо протинку (апостроф): б'ю, п'ять. Без апострофа: святий, свято, різдвяний, морквяний, цвях, звязок, розвязувати, звязувати, і такі чужі слова, як: бюджет, бюст, бюро, Мюллер тощо.
- 5. Після подвоєних шиплячих звуків: ж, ч, ш на кінці слів пишемо я, ю: збіжжя, клоччя.
- 6. Приголосний звук перед м'яким приголосним сам стає м'яким, але ь після нього не ставимо: слід, світ. Тільки після звука л, що стоїть перед м'яким приголосним, ставимо ь: пальця; між двома л не ставиться ь: ллється.
- 7. Перед шиплячими звуками н не м'ягчимо: менший, ганчірка; але л, у цім випадку м'ягчиться: більший, пальчик.
- 8. Слова на -ець мають на кінці ь: післанець. При одмінюванні слів на -ець перед ц не треба писати ь: післанця. Але коли в таких словах перед ц стоїть звук л, то тоді ь треба писати: пальця.
- 9. У сполученнях здн і стн зубні звуки д і т зникають перед н: празник, тижня, тощо
- 10. Пишемо сполучення чн: безпечний, яєчня, Сагайдачний. Але: рушник, рушниця, мірошник.
- 11. Приросток з/ із перед глухими: к, т, п, х змінює з на с: сказати, сходитися; перед усіма иншими приголосними з/із не змінюється: збавити, зсісти. Приросток без не міняє свого з на с: безчестя.
- 12. Закінчення -ар та -ир на кінці речівників пишемо без ь, навіть коли в родовому відмінкові маємо м'який голосний звук: цар, кобзар, і в середині слів: гіркий, Харків. Але: іноді з ь: царь, секретарь, писарь.
- 13. Речівники сер. роду на -я і скількись слів жін. та чол. роду на -я) подвоюють приголосний звук перед -я: життя, весілля. При відмінюванні таких слів подвоєний приголосний звук залишається перед усіма иншими голосними. Губні звуки: б, п, в, м і звук р у цих випадках не подвоюються: луб'я, безголов'я.
- 14. Речівники середнього роду, що походять од дієслів на -увати, -ювати, затримують звук у, ю (а не о, є), коли на них нема наголосу: будування, дарування.
- 15. У родовому одмінкові множини пишемо закінчення -ей (а не -ий): людей, ночей.
- 16. У давальному відмінкові однини в словах чол. роду твердої одміни треба писати закінчення -ові, а в словах м'якої одміни -еві: батькові, кобзареві. Слова на -й мають закінчення -єві: краєві.. На кінці в цих закінченнях пишемо -і, а не -и.
- 17. У словах чол. і сер. роду в орудному відмінкові однини в твердій одміні треба писати -ом, а в м'якій — -ем: столом, учителем, У словах жін. роду в такому разі в твердій одміні треба писати -ою, а в м'якій одміні — -ею: водою, черешнею. Слова на -й мають закінчення -єм: краєм, раєм.
- 18. У словах чол. роду, що кінчаться на -ж, -ч, -ш, -щ, у називному та знахідному відмінкові множини треба писати -і: ножі, кущі. Так само — в словах жін. роду типу: радощі, молодощі.
- 19. У словах жін. роду, що кінчаються на -жа, -ча, -ша, -ща, в родовому, давальному та місцевому відмінкові однини та в називному і знахідному відмінкові множини треба писати -і:великої калюжі.
- 20. У словах жін. роду, що кінчаться на приголосний звук, треба писати в родовому відмінкові однини -и, а в давальному й місцевому однини та називному й знахідному множини треба писати -і; напр. род. відм. — з ночи, дав. відм. та місцев. —у ночі. Виняток — в осени.
- 21. Прикметники на -евий (з наголосом на є), не міняють цього є на ьо: вишневий, дешевий; коли-ж є без наголосу, то воно може змінюватися на ьо: польовий.
- 22. У закінченні прикметників -ський, -цький пишемо ь після с, ц: бабський, братський.
- 23. У другому ступені прикметників пишемо -іший (а не -ійший): старіший, миліший.
- 24. Однаково добре пишемо: гарнесенький і гарнісінький.
- 25. У літературному укр. письмі переважно вживається форми займенника цей, ця, це, рідше сей, ся, се.
- 26. Часточку -ся треба писати вкупі з дієсловом: проситься, носиться.
- 27. У дієсловах, у другій особі однини теперішнього та майбутнього часу, пишемо -шся (а не -сся, або -ся): судишся.
- 28. У дієсловах, у третій особі однини й множини теперішнього та майбутнього часу, пишемо -ться (а не -цця, або -ця): судиться, боятимуться.
- 29. У дієсловах треба писати наросток -увати, -ювати (а не -овати, -евати): купувати, танцювати. Дієприкметники від цих дієслів мають закінчення -ований, -ьований, коли наголос падає на о: купований, подарований, але пишемо -уваний, -юваний, коли наголос не падає на склад перед -ва-: вбудуваний.
- 30. Закінчення -ство, -ський додаємо просто до пня: братський — братство, ці закінчення додаємо до пня після звуків к, ч, ць, то тоді пишемо -цький, -цтво: козацький — козацтво;
- 31. У літературному письмі однаково вживаються від і од (але не от): від тебе, од тебе.
- 32. У причасниках пишемо одно н (а не два): зроблений, закоханий. У прикметниках пишемо два нн: невблаганний.

#### Правопис чужих слів в українській мові
- 1. Чужі слова писати так, як вони вимовляються в своїй мові: доктор, вокзал,
- 2. Звук g передаємо через г: гімназія, телеграф, генерал, газета, термінологія, психологія. Але в чужих прізвищах точно одрізняємо g од h: Гюґо (Hugo), Ґутгейль, Ґріґ, Гартман.
- 3. У чужих словах звук л на письмі не м'ягчимо: а, е, о, у, а не: я, є, ьо, ю: класа, лекція, клуб. Окрім слів: рельєфний, барельєф, льє, мільйон, бульйон.
- 4. Звук ф у чужих словах, недавно взятих і в нашій мові ще не зукраїнізованих, передаємо через ф: форма, Франція. У словах, недавно або не дуже давно взятих, чуже th на письмі передаємо через т : катедра, аритметика. Здебільша те саме правило прикладається й до слів та до ймень, давно взятих, напр.: Теофан, Але є слова де обидва варіанти можливі: Федір або Хведір.
- 5. У чужих словах не подвоюється приголосний звук: субота, група,; тільки звук н подвоюємо в отаких словах: манна, панна, ванна, Ганна, бонна. Але у власних назвах, здебільша лиш чужоземних та в словах з церковної мови подвоюємо приголосний звук згідно з вимовою чужоземців: Едда, Міллер.
- 6. Початково є в чужих словах передаємо так: а) у словах давніх і часто вживаних, де воно вимовляється як йе, через є: євангелія, Європа; б) у словах рідко вживаних, де воно вимовляється як е, через е: евакуація, елемент, енергія.
- 7. Початкове і в чужих словах пишемо через і: історія, інститут.
- 8. В чужих словах пишемо -ія, -іє, а не -іа, -іе: матеріял, геніяльний.
- 9. Чужоземне -іо- звичайно передається через іо: піонер, соціологія. В декількох словах, котрі більше поукраїнізувалися, іо чергується з йо — однаково добре пишеться: серіозний і серйозний. Окрім того: бульйон, мільйон, медальйон.
- 10. Після приголосних зубних: д, т, з, с, шиплячих: ж, ч, ш і після р у чужих словах (тільки не в іменнях власних) пишемо и (а не і): директор, університет. Після всіх инших звуків пишемо і: мітрополіт, хроніка. До хрещених іменнів та назв це правило прикладається тільки тоді, коли вони не заукраїнізовані: Мікель, Мікаела , а коли вони зукраїнізовані, то пишемо и: Михайло, Михалина,
- 11. У прізвищах чуже і після зубних та шиплячих однаково передається через і: Дізраелі, Дільман.
- 12. У чужих словах перед голосною та перед звуком й пишемо і (а не и): Франція, Росія, історія, ; але можна писати: диякон, диявол, Гавриїл.
- 13. Букву і, що стоїть у чужих словах після голосної передаємо через ї (а не і): Каїн, Гавриїл, руїна.
- 14. Чужий дифтонг au передаємо через ав: автор, Август, Австрія. Тільки перед голосними передаємо той дифтонг через ay, a не ав: Aye, Шопенгауер.